# Rokosowo (wieś w województwie wielkopolskim)
Rokosowo – wieś w Polsce położona w województwie wielkopolskim, w powiecie gostyńskim, w gminie Poniec.

## Historia
Miejscowość pierwotnie związana była z Wielkopolską. Ma metrykę średniowieczną i istnieje co najmniej od początku XIV wieku. Wymieniona w dokumencie zapisanym po łacinie z 1310 (kopia z 1608) Rokossow, 1391 Rocossovo, w 1393 (nazwisko odmiejscowe) Rokuszofsky, 1394 Rocussowo, 1396 Rokosewo, Rocosewo, 1398 Rokoszovo, Rokosszowo, 1406 Rocossowo, Rocosowo, 1407 Rokossowo, 1418 Rokoszowo, 1422 (kopia z 1423) Boccossowo, Rotosewe, 1422 (kopia z 1426) Roccossowo, 1424 (kopia z 1620) Rothoschowo, Rothostowo, 1425 Rokoschowo, 1426 Rochoschewo, 1427 Rocoschowo, 1430 (nazwisko odmiejscowe) Racoszowski, 1432 Rokoschow, 1446 Rokosschowo, 1451 Rokoschewo, 1452 Rocosz, 1454, 1457 Rocoszowo, 1457 Rothossowo, 1469 Rokosowo, 1474 Rokoszewo, 1482 (nazwisko odmiejscowe) Rocozewski, 1491 Rokoszouo, 1495 Rokoschino, 1510 Rokossovo.
Okolice miejscowości były zasiedlone jednak wcześniej. Około 0,4 km na południe od krańca wsi oraz na wschód od drogi z Rokosowa do Karśca archeolodzy odkryli prawdopodobne ślady osady z XII-XIII wieku. Odkopali oni jamę wypełnioną kośćmi oraz drobnymi skorupami, która zawierała dwa naczynia. W jednym z nich odkryto skarb monet z drugiej połowy XI wieku. W 1915 odsłonięto też pozostałości palafitów prawdopodobnie resztek pali z mostu lub drogi, wraz z ponad 20 fragmentami naczyń oraz kośćmi zwierzęcymi datowanymi na XIV-XVI wiek.
Według pierwszego zachowanego zapisu w 1310 książę śląski i wielkopolski, pan Głogowa i Poznania dziedzic Królestwa Polskiego Henryk III głogowski ustanowił dystrykt w Poniecu, a w jego granicach odnotowano m.in. wieś Rokosowo. W 1410 miejscowość należała do parafii Poniec. W 1435 miejscowość leżała w powiecie kościańskim Korony Królestwa Polskiego.
Miejscowość była wsią szlachecką i należała do lokalnej szlachty wielkopolskiej – Kosków, a później rodu Rokossowskich herbu Czasza, którzy od nazwy wsi utworzyli swoje odmiejscowe nazwisko. W 1418 ustanowiono granice między Rokosowem, a wsiami Dzięczyna i Drzewce. W 1440 Dziersław Karsiecki z Rokosowa odnowił granice pomiędzy wsią, a Karścem i Pudliszkami. W latach 1418–1446 dziedzicem we wsi był Dzierżsław Rokossowski (pisany także Rokoszowski oraz Karsiecki) herbu Czasza, który majątek swój zapisał swojej żonie Dorocie. W 1435 sumę 280 grzywien oraz 60 grzywien na połowie swych części w Rokosowie i Bełczylesie, przypadłych mu w dziale z braćmi. W dalszych latach przepisuje jej także pozostałe majętności. W latach 1452–1488 właścicielem wsi był syn Dzierżsława rycerz pasowany, cześnik poznański, a później także wicesędzia w Pyzdrach i w Kaliszu, wicepodkomorzy w Koninie i rotmistrz wojsk zaciężnych Łukasz Rokossowski. W 1467 dziedzicami we wsi odnotowano Jana i Andrzeja Rokossowskiego. W latach 1467–1507 dziedzicem we wsi był Eliasz Rokossowski.
Wieś odnotowały również historyczne spisy podatkowe. W 1530 odnotowano pobór podatków od 7 łanów. W 1563 pobór z części Adama Rokossowskiego od 2,5 łana, z części jego brata Andrzeja Rokossowskiego od 4 łanów. W 1564 w Rokosowie było 8,5 łana. W 1566 miał miejsce pobór z części majątku należącego do Jakuba Rokossowskiego od 8,5 łana, karczmy dorocznej, 3 zagrodników, wiatraka opustoszałego. Z części Adama Rokossowskiego pobrano podatki od jednego łana i zagrodnika, z części Andrzeja Rokossowskiego od jednego łana i dwóch 2 zagrodników. W 1580 miał miejsce pobór z części Adama Rokossowskiego od jednego łana i zagrodnika; z części Andrzeja Rokossowskiego od łana, dwóch zagrodników, komornika, od najemnego pracownika obsługującego pług zwanego ratajem. Z części Jakuba Rokossowskiego pobrano podatek od 8,5 łana, 4 zagrodników, 30 owiec oraz wiatraka dorocznego. W 1583 miał miejsce pobór we wsi, którego płatnikami byli Adam, Andrzej oraz podskarbi koronny Jakub Rokossowski.
W 1580 wieś szlachecka Rokossowo położona była w powiecie kościańskim województwa poznańskiego w Rzeczypospolitej Obojga Narodów.
Po rozbiorach Polski miejscowość wraz z całą Wielkopolską znalazła się w zaborze pruskim. W okresie Wielkiego Księstwa Poznańskiego (1815-1848) miejscowość należała do wsi większych w ówczesnym pruskim powiecie Kröben (krobskim) w rejencji poznańskiej. Rokosowo należało do okręgu krobskiego tego powiatu i stanowiło odrębny majątek, którego właścicielem był wówczas (1846) Józef Mycielski. Według spisu urzędowego z 1837 roku wieś liczyła 291 mieszkańców, którzy zamieszkiwali 35 dymów (domostw). W skład majątku Rokosowo wchodziła także wieś Bączylas.
Od nazwy wsi pochodzi nazwisko rodu Rokossowskich, którego przedstawicielem jest marszałek Polski i ZSRR Konstanty Rokossowski.
Wieś rycerska Rokossowo, własność księcia Zygmunta Czartoryskiego, położona była w 1909 roku w powiecie gostyńskim rejencji poznańskiej w Wielkim Księstwie Poznańskim.
W latach 1975–1998 miejscowość znajdowała się w województwie leszczyńskim.

## Zabytki

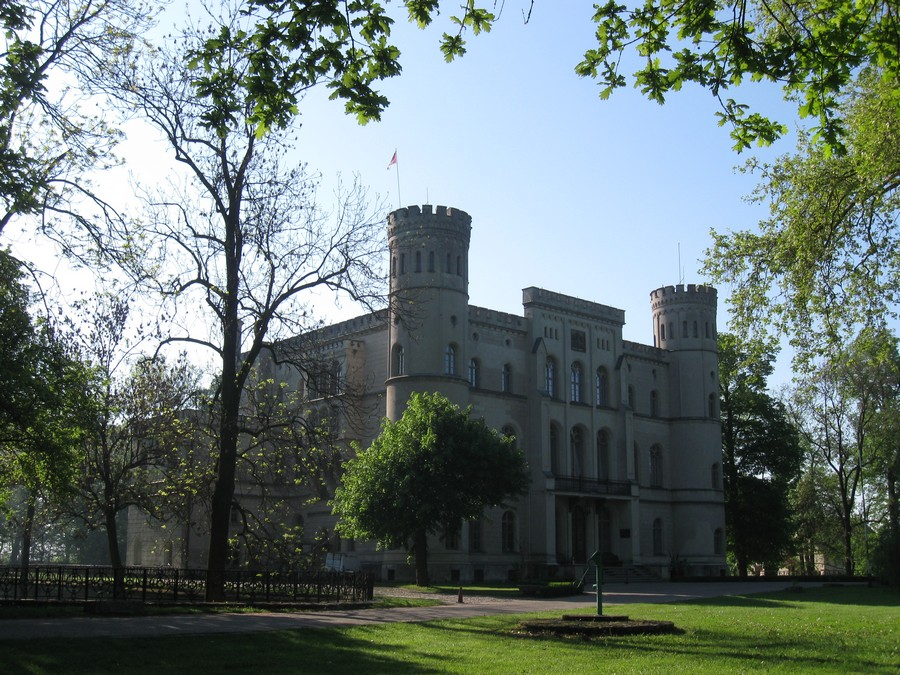
Pałac w Rokosowie

- We wsi znajduje się Pałac Mycielskich w stylu neogotyku romantycznego, zaprojektowany przez Friedricha Augusta Stülera w latach 1849–1854. Pałac został przebudowany około 1900 i odrestaurowany w latach 1984–1986. W narożach głównej fasady wznoszą się masywne wieże i otacza go częściowo sucha fosa. Z tyłu pałacu znajduje się ogród zimowy. Całość otacza park o powierzchni 3,2 ha. Pałac pełni obecnie rolę Ośrodka Integracji Europejskiej i należy do Województwa Wielkopolskiego[10].
- zabytkowa gorzelnia,
- zabudowania folwarczne
- platany (usychające) o obwodach 410 i 490 cm, a także lipa o obwodzie 340 cm.
- Dom ogrodnika z 1901 (nr 45).
- budynki mieszkalne z lat 1862–1864
- Przy drodze do Karca rośnie aleja zabytkowych kasztanowców o długości 1,4 km.
- W dolinie Kopanicy (Polskiego Rowu), około 2 km na południe od Rokosowa, zachowało się grodzisko stożkowe o średnicy około 100 m i wysokości 5 m. W średniowieczu wznosiła się na nim drewniana wieża rycerska.